# المبدئ (أسماء الله الحسنى)
المبدئ: أن الله بدأ الخلق من العدم إلى الوجود، فأحسن كل شيء خلقه بتقدير وتدبير وعلم.

## تعريف المبدئ
معنى المبدئ، كما جاء في لسان العرب أنه هو الذي أنشا الأشياء واخترعها ابتداء من غير سابق مثال، والبدء هو فعل الشئ بداية تقول: بدأ به وبدأه يبدؤه بدءا، وأبداه، وابتدأه بمعنى أوجده من عدم.
‌والمبدئ: الذي أبدأ الأشياء، أي: ابتدأها مخترعا فأوجدها عن عدم. يقال: بدأ وأبدأ؛ بمعنى واحد.، ‌و(بدأ) الباء والدال والهمزة من افتتاح الشيء، يقال: بدأت بالأمر وابتدأت، من الابتداء. والله تعالى ‌المبدئ والبادئ. قال الله عز وجل: ﴿إِنَّهُ هُوَ يُبْدِئُ وَيُعِيدُ﴾، وقال تعالى: ﴿كَيْفَ بَدَأَ الْخَلْقَ﴾، ويقال: للأمر العجب بدي، كأنه من عجبه يبدأ به.
والمبدئ: هو الذي ابتدأ الأشياء كلها لا عن شيء فأوجدها، ويقال بدأ وأبدأ، وهو بادئ ومبدئ. وقال جرير:بدأنا بالزيارة ثم عدنا … فلا بدئي جفوت ولا معادي.
والله عز وجل كما قال: ‌المبدئ المعيد، وبارئ الخلق، ومبتدئهم ابتداءً من غير أصل.
ويقال: «بدأت بالأمر بدءًا» وزن بدعًا كذلك. قال أبو زيد الأنصاري: وابتدأت به ابتداءً، وأبدأ في الأمر وأعاد، والله عز وجل ‌المبدئ المعيد. ويقال بديت بالأمر لغة. وأنشد أبو عبيدة لعبد الله بن رواحة الخزرجي:
بسم الإله وبه بدينا … ولو عبدنا غيره شقينا
لين الهمزة للردف لأن قافيته مردفة بياء. قال: يقال: بدئت وبدأت لغتان.
ومن صفات الله سبحانه وتعالى: ‌المبدئ المعيد: بدأ الله الخلق أحياء، ثم يميتهم، ثم يحييهم كما كانوا. قال الله جل وعز: ﴿وَهُوَ الَّذِي يَبْدَأُ الْخَلْقَ ثُمَّ يُعِيدُهُ﴾. وقال: ﴿إِنَّهُ هُوَ يُبْدِىءُ وَيُعِيدُ﴾، بدأ وأبدأ بمعنى واحد.
‌‌الفرق بين ‌المبدئ والمبتدئ:
أن ‌المبدئ للفعل هو المحدث له وهو مضمن بالإعارة وهي فعل الشيء كرة ثانية ولا يقدر عليها إلا الله تعالى فأما قولك أعدت الكتاب فحقيقته أنك كررت مثله فكأنك قد أعدته والمبتدئ بالفعل هو الفاعل لبعضه من غير تتمة ولا يكون إلا لفعل يتطاول كمبتدئ بالصلاة وبالأكل وهو عبارة عن أول أخذه فيه.

## من القرآن
خلق الأرض والسموات العلى وابتدأ خلق آدم أبي البشر عليه الصلاة والسلام من طين:
﴿الَّذِي أَحْسَنَ كُلَّ شَيْءٍ خَلَقَهُ وَبَدَأَ خَلْقَ الْإِنْسَانِ مِنْ طِينٍ ۝٧ ثُمَّ جَعَلَ نَسْلَهُ مِنْ سُلَالَةٍ مِنْ مَاءٍ مَهِينٍ ۝٨ ثُمَّ سَوَّاهُ وَنَفَخَ فِيهِ مِنْ رُوحِهِ وَجَعَلَ لَكُمُ السَّمْعَ وَالْأَبْصَارَ وَالْأَفْئِدَةَ قَلِيلًا مَا تَشْكُرُونَ ۝٩﴾ سورة السجدة: الآية 7-9
﴿قُلْ سِيرُوا فِي الْأَرْضِ فَانْظُرُوا كَيْفَ بَدَأَ الْخَلْقَ ثُمَّ اللَّهُ يُنْشِئُ النَّشْأَةَ الْآخِرَةَ إِنَّ اللَّهَ عَلَى كُلِّ شَيْءٍ قَدِيرٌ ۝٢٠﴾سورة العنكبوت: الآية 20. هذه الآية العظيمة تحثنا على البحث والعلم لإدراك كيفية بدأ الخلق وهذا مايعني أن الخالق أعطى المجال للإنسان للبحث عن ذلك.
﴿أَمْ مَنْ يَبْدَأُ الْخَلْقَ ثُمَّ يُعِيدُهُ وَمَنْ يَرْزُقُكُمْ مِنَ السَّمَاءِ وَالْأَرْضِ أَإِلَهٌ مَعَ اللَّهِ قُلْ هَاتُوا بُرْهَانَكُمْ إِنْ كُنْتُمْ صَادِقِينَ ۝٦٤﴾سورة النمل: الآية 64.